# Sphenomorphus scutatus
Sphenomorphus scutatus este o specie de șopârle din genul Sphenomorphus, familia Scincidae, descrisă de Peters 1867. A fost clasificată de IUCN ca specie cu risc scăzut. Conform Catalogue of Life specia Sphenomorphus scutatus nu are subspecii cunoscute.